# Hr.Ms. Witte de With (1929)
Hr.Ms. Witte de With is een Nederlandse voormalige torpedobootjager van de Admiralenklasse, vernoemd naar de zeventiende-eeuwse zeevaarder viceadmiraal Witte de With.
Het schip werd gebouwd door scheepswerf Wilton-Fijenoord in Schiedam en werd op 22 oktober 1929 in dienst genomen. Tijdens de slag op de Javazee kreeg het schip de opdracht de zwaargehavende kruiser HMS Exeter terug te begeleiden naar Soerabaja. Op 1 maart kreeg het in de haven van Soerabaja, tijdens een luchtbombardement, een voltreffer. Daarna zag men zich genoodzaakt het schip te doen zinken.